# Ernst Bessel Hagen
Ernst Bessel Hagen (Königsberg, 31 gennaio 1851 – Solln, 15 gennaio 1923) è stato un fisico tedesco, candidato al Premio Nobel per la fisica nel 1907.

## Biografia
Carl Ernst Bessel Hagen nacque a Königsberg (ricostruita e rilanciata come Kaliningrad dopo l'espulsione del 1945). è il maggiore dei tre figli registrati del banchiere-politico Adolf Hermann Hagen (1820–1894) dal suo primo matrimonio, che fu con Johanna Louise Amalie Bessel (1826–1856).[1] Entrambi i suoi nonni erano membri illustri della comunità accademica tedesca: il primo, Carl Heinrich Hagen (1785–1856), fu un socio-economista, un professore di giurisprudenza e, tra il 1811 e il 1835, un alto funzionario del governo prussiano mentre il secondo, Friedrich Bessel (1784 - 1846), fu un pioniere dell'astronomo, matematico, fisico e geodeta.
Nel 1896 Ernst Bessel Hagen sposò Wilhelmine von Bezold (1870 –1939) a Berlino il cui padre era il noto meteorologo Wilhelm von Bezold; il matrimonio produsse due figli registrati.
Anche il fratello minore, Fritz Karl Bessel-Hagen, raggiunse una certa notorietà come eminente chirurgo berlinese nel 1880; mentre era ancora studente, fu coinvolto nella dissepoltura del corpo di Immanuel Kant. (In seguito ne scrisse.)

## Carriera
Si laureò con successo presso la scuola secondaria Heinrich-Schliemann-Gymnasium nel 1871 e continuò a studiare matematica, fisica e chimica a livello universitario presso l'Università Humboldt di Berlino e l'Università di Heidelberg. Ad Heidelberg, tra il 1873 e il 1875, combinò i suoi studi con il lavoro come assistente di Robert Bunsen. Fu Bunsen a supervisionarlo per il suo dottorato, che ricevette nel 1875. Seguirono due anni al Dresden Polytechnikum dove lavorò come assistente di ricerca con August Toepler (il cui progetto per una pompa a vuoto a mercurio successivamente migliorò). Quindi, per sei anni tra il 1878 e il 1883, lavorò con Hermann von Helmholtz presso l'Università Humboldt di Berlino. Fu a Berlino che nel 1883 ricevette la sua abilitazione per il lavoro sull'espansione termica dei metalli alcalini. Lavorò poi come docente privato (Privatdozent) di metodologia di osservazione fisica e in seguito di ottica fisiologica.
Nel 1884, Hagen intraprese un viaggio di studio negli Stati Uniti per studiare la tecnologia infantile dell'illuminazione elettrica. Nel 1885 pubblicò un libro che contribuì molto ad aumentare il suo profilo pubblico e accademico. Si ritrovò spesso chiamato da enti pubblici a condividere la sua competenza sull'argomento.
Tornò poi al Dresden Polytechnikum dove prestò servizio come professore straordinario di fisica applicata e direttore del laboratorio di elettro tecnologia, recente fondazione dell'istituzione tra il 1884 e il 1888.
Nel 1887 fu nominato ingegnere elettrico capo e fisico presso la Marina imperiale e l'Admiralitätsrat a Kiel. Poi nel 1893, fu nominato direttore del Dipartimento II (in tedesco: zweite Abteilung) del Physikalisch-Technische Bundesanstalt che era stato fondato sei anni prima a Berlino-Charlottenburg sotto la direzione generale del suo vecchio mentore, Hermann von Helmholtz. Hagen rimase al PTR fino al suo pensionamento nel 1918. Il suo ritiro dall'istituto fu attribuito a "motivi di salute" piuttosto che alla sua età. Fonti indicano che i cambiamenti organizzativi introdotti dopo che il PTR passò sotto il controllo di Emil Warburg (poco prima dello scoppio della prima guerra mondiale) contribuirono anche alla decisione di Hagen di ritirarsi quando lo fece.
Gli altri incarichi di Hagen durante questi anni includevano l'appartenenza, dal 1894, alla Commissione imperiale per gli standard (in tedesco: Kaiserliche Normaleichungskommission). Tra il 1895 e il 1908 fu membro part-time dell'ufficio brevetti. Fu attivamente coinvolto anche nella gestione del Deutsches Museum di Monaco.
Tra il 1897 e il 1908 Hagen collaborò con Heinrich Rubens per studiare la riflessione ottica e l'emissione di onde radio elettromagnetiche attraverso il metallo e per investigare le loro relazioni con la conduttività elettrica. Questo lavoro portò all'identificazione della cosiddetta equazione di Hagen-Rubens (1903), che definisce la relazione come un'approssimazione nell'intervallo dello spettro infrarosso. Hagen fu anche coinvolto nelle approfondite indagini di Rubens sulla trasmittanza del corpo nero. Il lavoro intrapreso da Hagen e Rubens ebbe l'effetto di confermare le equazioni di Maxwell, in particolare per quanto riguarda gli elementi a tre vettori di una conduttività costante e non dipendente dalla frequenza fino all'intervallo di frequenza infrarossa.